# إقليم موارو
إقليم موارو (بالإنجليزية: Mwaro Province) هو إقليم في بوروندي، بلغ عدد سكانه 273,143  نسمة وذلك حسب إحصائيات سنة 2008، عاصمته موارو، تبلغ مساحته 839.6 كيلومتر مربع.

## الموقع
يشترك في الحدود مع:
- إقليم مورامفيا
  - إقليم بوروري
  - إقليم جيتيغا
  - إقليم بويمبورا الريفية.

## التقسيمات الإدارية
- Commune of Bisoro [الإنجليزية]‏
- Commune of Gisozi [الإنجليزية]‏
- Commune of Kayokwe [الإنجليزية]‏
- Commune of Ndava [الإنجليزية]‏
- Commune of Nyabihanga [الإنجليزية]‏
- Commune of Rusaka [الإنجليزية]‏.